# 华为Mate 60系列

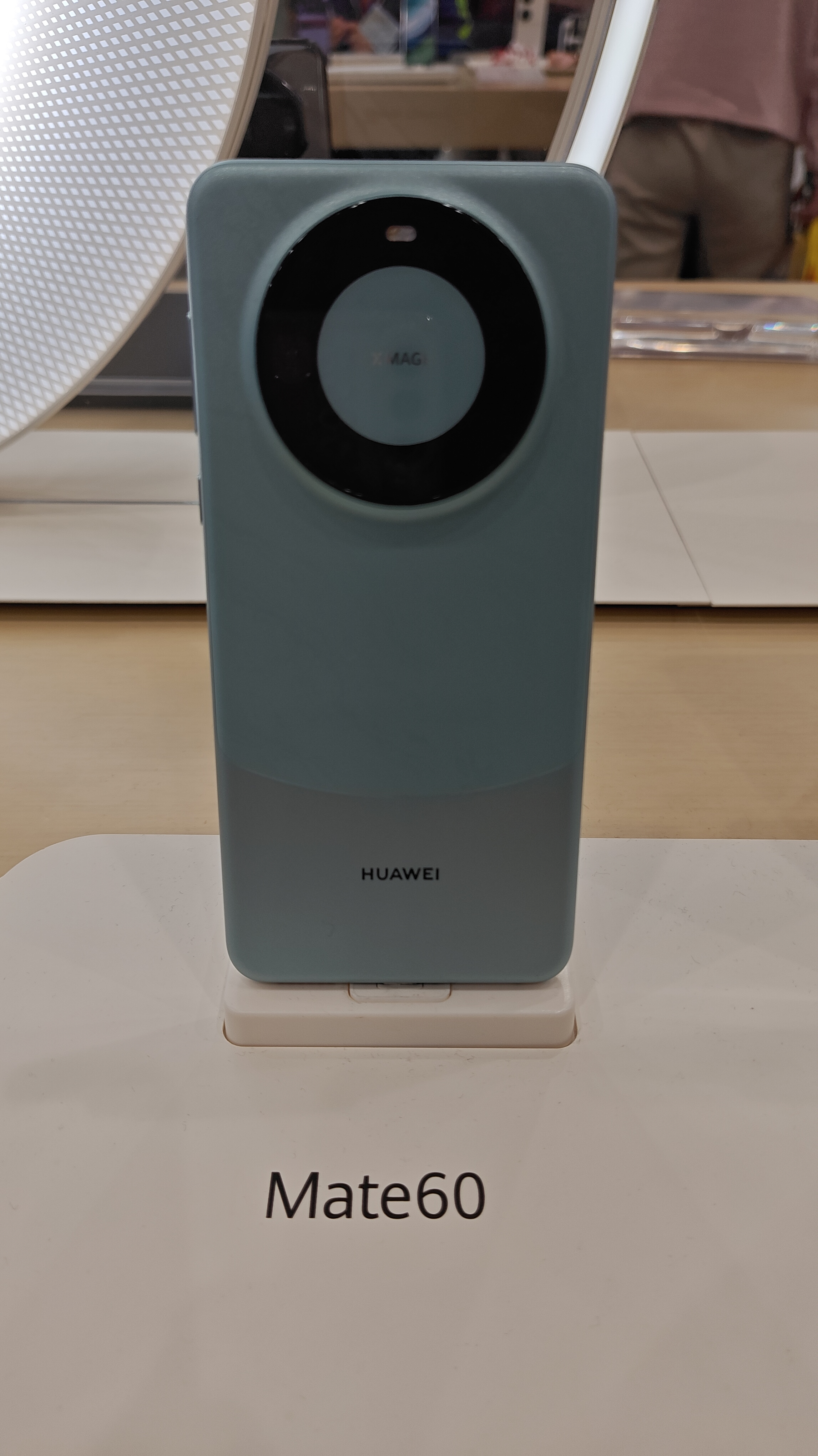
华为Mate 60手机背面

华为Mate 60系列是华为首次在不举办新品发布会的状况下，于中国大陆地区直接上市销售的平板手机系列，该系列包括Mate 60、Mate 60 Pro、Mate 60 Pro+和Mate 60 RS非凡大师版本。Mate 60系列搭载海思自研的麒麟9000S处理器（软件识别名），并可实现5G的性能。

## 历史
2023年8月29日，华为突然在尚未举办新品发布会的情況下，终端业务所属的华为商城发布《致华为用戶的一封信》一文，文中表示华为Mate系列手机总销量已突破一亿台，为纪念这一里程碑事件，决定启动Mate 60 Pro先锋体验计划，回馈消费者，还一并宣布Mate 60 Pro于当天12时08分在华为商城开售。深圳部分门店则有少量手机现货，為了抢先拿到手机，现场出现排队人潮。
2023年8月30日，华为商城上架Mate 60标准版预售页面。9月3日，是Mate 60 Pro全面开售首日，前期已预定的用户可以在今日前往预定门店取机。18点08分，华为商城、淘宝、天猫、京东等线上平台开售仅1分钟，就售罄所有颜色的上架库存。而全国各地线下的华为门店也出现排队购买热潮。9月8日，华为商城上架Mate 60 Pro+预售页面。
2023年9月25日的華為秋季全場景新品發布會上，華為正式推出了自己全新的超高端品牌——Ultimate Design非凡大師以及Mate 60系列的新作RS 非凡大師版，並由劉德華擔任該品牌代言人。

## 外观设计
Mate 60 Pro正面采用居中三挖孔微曲面螢幕，其中前摄三挖孔可通过系统设置将其变成“药丸岛”；背面上半部分采用类似Mate 40系列“星环设计”，而下半部分采用弧形色卡设计。华为 Mate 60 Pro 的后盖由两种不同的材质拼接而成，其中，雅川青、白沙银后盖上半部分采用全新锦纤材质，南糯紫、雅丹黑采用素皮材质，后盖下半部分采用金属材质。Mate 60及Mate 60 Pro提供雅川青，白沙银，南糯紫，雅丹黑四种配色，其中南糯紫，雅丹黑配色后盖材质为素皮。而Mate 60 Pro+提供砚黑、宣白两种配色。

## 芯片设计

### 制造工艺
Mate 60 Pro的SoC为麒麟9000S，核心最高主频2150MHz，GPU为Maleoon 910。麒麟9000S芯片上显示的丝印标注“2035-CN”，芯片代号與9000系相同，为Hi36A0。2023年9月3日，TechInsights收到Mate 60 Pro后，对其进行拆解后，發現麒麟9000S处理器采用等效7nm工艺的特徵。

### 架构与性能
在Mate 60 Pro开售后3个小时，中国手机设备性能测试软件安兔兔在微博上发布SoC识别信息称，Mate 60 Pro搭载的SoC为麒麟9000S，CPU采用12核心的设计，由2颗A34核心、6颗定制A78AE核心、4颗公版ARM Cortex-A510核心组成，最高主频2.62GHz，因GPU采用新架构，而软件未能正确识别测试。安兔兔认为从CPU性能方面看，强于骁龙888，略逊于骁龙8。
国外知名跑分测试网站Geekbench基于5.4.4版本测试结果显示，麒麟9000S单核分数914分，多核分数2896分。
麒麟9000S处理器确认采用8核12线程，并支持超线程技术。
华为Mate60内置4750mAh电池，并支持66W有线超级快充、50W无线快充和7.5W反向充电等功能。

### 通信能力
Mate 60 Pro插入手机卡后，使用华为的花瓣测速和Speedtest.net实测的下载速率都非常接近1Gbps，而上传速率可达100Mbps左右，实际可以实現5G通信速度，當前5G射频组件由美国四大供应商佔據大部分，但华为方面对5G零件没有做出表示，也不见其宣传，系统状态栏不显示5G标识。也有媒體稱Mate 60 Pro上傳影片至微博速度可達1Gbps以上。
Mate 60 Pro在中国大陆地区可支持双向卫星通话功能，该款机外包裝還特意标示有「卫星通讯终端」字样，也是首台能夠实现地面与遥远上空的卫星之间进行语音连接的手机，卫星能力的概念显得特别突出。可借助天通一号卫星，在用户所在地区附近，没有设置地面基站提供网络信号的情况下，可以拨打、接听卫星电话。目前该功能需要使用中国电信SIM卡以及相关套餐，可选择每月100元人民幣通話80分钟或每月200元通話200分钟的资费方案。	
Mate 60则在中国大陆地区支持双向北斗卫星消息功能，可借助北斗卫星系统，在用户所在地区附近，没有设置地面基站提供网络信号的情况下，可以进行紧急通讯，收到消息的用户可使用华为畅连App或临时网页对消息进行回复。
Mate 60 Pro+则同时支持双向卫星通话功能和双向北斗卫星消息功能。
Mate 60系列还支持星闪功能，星闪是可替代蓝牙和Wi-Fi的无线短距离通信技术，用于未來的物联网、车联网等场景。

## 供应链
据媒体统计，向华为提供Mate 60系列手机零部件的供货商中，已知至少有46家来自中国大陆地区，中国大陆供应商提供了整机配件的90%以上，意味着中国已有能力独立生产一款高性能智能手机。
2023年8月底，麒麟处理器重新出現在華為的機器上，有媒体推测9000S芯片可能是华为或其他代工厂商在此前购买的ASML的DUV光刻机基础上自行组建生产线，使用国产自研工艺进行制造。由于华为在美国多轮制裁下，仍能使用7nm工艺生产处理器芯片，这让外界开始质疑美国实行的技术封锁无效。2023年9月8日，美国商务部决定对华为Mate 60 系列手机处理器开展调查。
2023年9月7日，韩国内存生产商海力士针对Mate 60 Pro拆解中发现海力士生产的内存和闪存芯片一事，作出回应称，海力士自美国宣布制裁华为之后，并未与华为有任何合作，正在调查该款芯片在华为手机设备使用情况。

## 软件
Mate 60系列出厂搭载HarmonyOS 4系统。

## 定价及销售
Mate 60 Pro于2023年8月29日开始销售后，Android Authority咨询华为是否有将Mate 60系列在海外市场推出的计划，华为回应称不会考虑在海外市场推出Mate 60系列。
Mate 60系列2023年8月29日开售后，华为商城的iOS版本，在苹果App Store购物类别免费应用榜单上，连续多日排行登顶第一。
| Mate 60          | Mate 60 Pro   | Mate 60 Pro+ | Mate 60 RS    |
| 开售时间         | 开售时间      | 开售时间     | 开售时间      |
| ---------------- | ------------- | ------------ | ------------- |
| 2023年8月30日    | 2023年8月29日 | 2023年9月8日 | 2023年9月25日 |
| 中国大陆版零售价 |               |              |               |
| 12+256GB         | 12+256GB      |              |               |
| ¥5499            | ¥6499         |              |               |
| 12+512GB         | 12+512GB      | 16+512GB     | 16+512GB      |
| ¥5999            | ¥6999         | ¥8999        | ¥11999        |
| 12+1TB           | 12+1TB        | 16+1TB       | 16+1TB        |
| ¥6999            | ¥7999         | ¥9999        | ¥12999        |

2023年9月1日，Mate 60 Pro（12+512GB）的国行版手机水货进入香港市场。因为首批到货数量有限，且供不应求，原价6999元人民币价格，被炒高至港币9780元（折合人民币約9100元）。
TechInsights称Mate 60整个系列在2023年8月至12月期间的出货量为620万部。

## 趣闻
因华为Mate 60上市恰逢美国商务部长雷蒙多访华，因此雷蒙多被广大中国大陆网民戏称为“华为Mate 60代言人”并成为网络模因。